# HD 49798
HD 49798 är en dubbelstjärna belägen i den södra delen av stjärnbilden Akterskeppet. Den har en skenbar magnitud av ca 8,29 och kräver åtminstone ett mindre teleskop för att kunna observeras. Baserat på parallaxmätning inom Hipparcosuppdraget enligt Gaia Data Release 2 på ca 1,2 mas, beräknas den befinna sig på ett avstånd på ca 2 000 ljusår (ca 650 parsek) från solen. Den rör sig bort från solen med en heliocentrisk radialhastighet på ca 12 km/s.

## Egenskaper
Primärstjärnan HD 49798 är en blå till vit stjärna i huvudserien av spektralklass sdO6 C. Den har en beräknad massa som är ca 1,5 solmassor, en radie som är ca 1,5 solradier och har ca 3 900 gånger solens utstrålning av energi från dess fotosfär vid en effektiv temperatur av ca 47 500 K.
HD 49798 upptäcktes 1964 som en sällsynt vätesvag stjärna av spektraltyp O. Den identifierades som en dubbelstjärna, men följeslagaren kunde inte observeras visuellt eller spektroskopiskt.
Röntgenkällan RX J0648.0-4418 upptäcktes nära platsen för HD 49798 på himlen. Endast rymdteleskopet XMM-Newton kunde identifiera följeslagaren. Den är en vit dvärg med en massa av ca 1,3 solmassor, i omloppsbana kring HD 49798 och roterar med ett varv på 13 sekunder. Den har en radie av ca 1 600 km och en effektiv temperatur av ca 225 000 K. Systemet anses vara en sannolik kandidat för att explodera som en supernova av typ Ia inom några tusen år.